# Marcel Haëntjens
Marcel Marie Louis Haëntjens (Saint-Corneille, 24 giugno 1869 – Parigi, 10 giugno 1915) è stato un cavaliere e giocatore di croquet francese.

## Carriera
Partecipò, per la Francia, ai Giochi della II Olimpiade di Parigi nelle gare di equitazione e nelle gare di croquet senza riuscire ad ottenere una medaglia.
Al torneo di croquet olimpico parteciparono anche sua sorella Jeanne e i suoi cugini Jacques Sautereau e Marie Ohier.